# Asian Club Championship 1967
De Asian Club Championship 1967 (eigenlijk: Aziatisch Toernooi voor landskampioenen) was de eerste editie van de Asian Champions Cup. Het voetbaltoernooi begon op 6 mei 1967 en eindigde met de finale op 19 december 1967. De finale werd gewonnen door Hapoel Tel Aviv FC.

## Uitslagen

### Eerste ronde
| Team 1             | Tot. | Team 2          | 1e wedstr. | 2e wedstr. |
| ------------------ | ---- | --------------- | ---------- | ---------- |
| Selangor FA        | 2–1  | Vietnam Customs | 0–01       | 2–12       |
| South China        | 1–2  | Bangkok Bank FC | 1–03       | 0–24       |
| Tungsten Mining    | vrij |                 |            |            |
| Hapoel Tel Aviv FC | vrij |                 |            |            |

1: wedstrijd werd gespeeld op  6 mei

2: wedstrijd werd gespeeld op 3 juni

3: wedstrijd werd gespeeld op  18 mei

4: wedstrijd werd gespeeld op 27 mei

### Tweede ronde
| Team 1             | Tot. | Team 2          | 1e wedstr. | 2e wedstr. |
| ------------------ | ---- | --------------- | ---------- | ---------- |
| Selangor FA        | 1–0  | Bangkok Bank FC | 1–01       | 0–02       |
| Tungsten Mining    | vrij |                 |            |            |
| Hapoel Tel Aviv FC | vrij |                 |            |            |

1: wedstrijd werd gespeeld op 15 juli

2: wedstrijd werd gespeeld op 29 juli

### Halve finale
| Team 1             | Tot. | Team 2      | 1e wedstr. | 2e wedstr. |
| ------------------ | ---- | ----------- | ---------- | ---------- |
| Tungsten Mining    | 0–1  | Selangor FA | 0–01       | 0–12       |
| Hapoel Tel Aviv FC | vrij |             |            |            |

1: Wedstrijd werd gespeeld op  16 september

2: Wedstrijd werd gespeeld op  21 oktober

### Finale
|                  |                    |     |             |                   |
| 19 december 1967 | Hapoel Tel Aviv FC | 2–1 | Selangor FA | Bangkok, Thailand |
| 19 december 1967 |                    |     |             | Bangkok, Thailand |